# Ruols
Der Ruols ist ein Fluss in Frankreich, der in den Regionen Auvergne-Rhône-Alpes und Okzitanien verläuft. Er entspringt auf dem Hochplateau Aubrac, im südwestlichen Gemeindegebiet von La Trinitat, im Département Cantal knapp an der Grenze zum benachbarten Département Aveyron, das er nach etwa 1 Kilometer erreicht. Er entwässert generell Richtung Nordnordwest durch den Regionalen Naturpark Aubrac und mündet nach rund 18 Kilometern im Gemeindegebiet von Cantoin als linker Nebenfluss in den Lebot, der hier wieder die Grenze zum Département Cantal bildet.

## Orte am Fluss
(Reihenfolge in Fließrichtung)
- Lacalm, Gemeinde Argences en Aubrac
- La Souque, Gemeinde Argences en Aubrac
- Liamontou, Gemeinde Cantoin